# 燕宣侯
燕宣侯（？—前698年），中國春秋時期的燕國君主，燕穆侯之子。
燕宣侯五年（前706年）山戎越過燕地伐齊國，雙方戰於齊郊。在位十三年卒，子燕桓侯立。